# Bataille de Metele (novembre 2018)
Pour les articles homonymes, voir Bataille de Metele.
Insurrection de Boko Haram
Batailles
La bataille de Metele a lieu le 19 novembre 2018 pendant l'insurrection de Boko Haram.

## Déroulement
Le soir du 19 novembre 2018, les djihadistes de l'État islamique en Afrique de l'Ouest attaquent une nouvelle fois la base militaire du bataillon 157 à Metele, près de la frontière avec le Niger,,,. Les assaillants arrivent à bord de vingt camions. Lorsque l'aviation nigériane arrive en renfort, les djihadistes sont déjà à l'intérieur de la base. Les soldats nigérians sont complètement mis en déroute. Certains tentent de fuir à travers les barbelés, mais certains véhicules se retrouvent coincés et leurs occupants massacrés. Les djihadistes s'emparent de la base, qui est pillée.
Les djihadistes mènent également une attaque sur la base de Mainok le 17 novembre, tuant un soldat, et contre la base de Garijam le 18 novembre, mais cette fois sans faire de victimes.

## Les pertes
Le 20 novembre, l'AFP indique que 43 soldats nigérians auraient été tués lors de l'attaque d'après les déclarations d'un officier de l'armée nigériane sous couvert d'anonymat. Selon ce dernier : « C’est l’une des pires pertes que nous ayons subies en termes d’hommes et d’équipement dans les opérations de contre-insurrection ». Le commandant de la base et trois autres officiers figurent parmi les morts.
Les attaques de Metele et Mainok sont également revendiquée par l'État islamique en Afrique de l'Ouest qui affirme avoir tué 42 soldats. Au total, l'État islamique revendique 118 morts dans l'ensemble de ses attaques entre le 16 et le 22 novembre, tandis que des sources de l'agence Reuters font état de plus de 100 morts en quelques jours.
Cependant le bilan pourrait être encore plus élevé. L'agence Xinhua affirme que l'attaque aurait fait 70 morts du côté des militaires d'après une vidéo non authentifiée,. Un soldat rescapé affirme également à des médias nigérians qu'au moins 70 militaires ont été tués. D'autres soldats rescapés parlent encore de plus de 100 morts

## Conséquences
Le président Muhammadu Buhari, alors en campagne électorale, est alors très critiqué par l'opposition pour son bilan sécuritaire alors qu'il avait promis d'éradiquer Boko Haram. Des vidéos circulent également sur internet, montrant des soldats rescapés du combat se plaindre de la médiocrité de leur armement et de leur équipement,.